# Athens Challenger
L'Athens Challenger è stato un torneo professionistico di tennis giocato su campi in cemento. Faceva parte dell'ATP Challenger Series. Si giocava annualmente a Atene in Grecia.

## Albo d'oro

### Singolare
| Anno       | Campione             | Finalista          | Punteggio     |
| ---------- | -------------------- | ------------------ | ------------- |
| 1986       | Lars-Anders Wahlgren | Hans-Dieter Beutel | 6–4, 6–3      |
| 1985- 1982 | Non disputato        | Non disputato      | Non disputato |
| 1981       | Vincent Van Patten   | Zoltán Kuhárszky   | 7–5, 6–4      |

### Doppio
| Anno       | Campioni                           | Finalisti                            | Punteggio     |
| ---------- | ---------------------------------- | ------------------------------------ | ------------- |
| 1986       | Wolfgang Popp Udo Riglewski        | Stefan Svensson Lars-Anders Wahlgren | 2–6, 6–2, 7–6 |
| 1985- 1982 | Non disputato                      | Non disputato                        | Non disputato |
| 1981       | Vincent Van Patten Nels Van Patten | Nanad Ilekovlc George Kalovelonis    | 7–6, 7–6      |